# شبح اپرا (مجموعه تلویزیونی)
شبح اپرا (انگلیسی: The Phantom of the Opera) نام یک سریال کوتاه ۲ قسمتی به کارگردانی تونی ریچاردسون است که در سال ۱۹۹۰ در شبکه تلویزیونی ان‌بی‌سی پخش شد.
این سریال کوتاه بر اساس کتاب شبح اثر آرتور کوپیت ساخته شده‌است. کتاب آرتور کوپیت که یک نمایشنامهٔ موزیکال است خود اقتباسی آزاد از رمان مشهور شبح اپرا اثر گاستون لورو است.

## بازیگران
- چارلز دنس در نقش «اریک» (شبح اپرا)
- برت لنکستر در نقش «کریستین دائه» / بلادووا
- تری پولو در نقش «فیلیپ کونت دو شانی»
- آدام استورک در نقش «ژرار کاریه»
- ژان-پیر کسل در نقش «بازرس لودو»
- یان ریچاردسون در نقش «کولتی»
- آندره‌آ فره‌ئولدرنقش «کارلوتا»
- ژان روژری در نقش «ژان کلود»
- آندره شومو در نقش «ژوزف بوکه»

## ساخت و تولید
آرتور کوپیت یکی از علاقه‌مندان رمان شبح اپرا بود، اما عقیده داشت ترسناک بودن بستر داستان، اجازهٔ نزدیکی و روابط عاطفیِ صحیح مابین دو شخصیت اصلی داستان را نمی‌دهد. در نتیجه خودش دست بکار شد و داستانی نوشت که «شبحِ» آن، در واقع، یک قهرمان عاشق‌پیشه بود و وجودش تنها برای آنانی رعب‌آور بود که از تالار اپرا (محل زندگی او) سوءاستفاده کنند یا سد راهِ پیشرفت معشوقهٔ او (کریستین) شوند. شخصیت «اریک» در اینجا کمی انسان‌گونه و رئوف تصویر شده‌است تا کتاب اصلی یا اقتباس‌های دیگر که در آن‌ها، «اریک» شبحی شرور، بدخواه و فرومایه است. آرتور کوپیت همچنین تصمیم گرفت، در نمایشنامه آهنگین خود، از مقدار قابل توجهی موسیقی کلاسیک و آریتا استفاده کند تا تماشاگران، شور و احساس عاشقانهٔ اریک را به‌خوبی دریابند.

## جوایز
این سریال، در سال ۱۹۹۰، نامزد دریافت ۵ جایزه امی گشت که موفق شد ۲ جایزه را بدست بیاورد:
- بهترین کارگردانی هنری در یک سریال کوتاه
- بهترین آرایش مو در یک سریال کوتاه

همچنین این سریال در سال ۱۹۹۱، نامزد دریافت ۲ جایزه گلدن گلوب گردید:
- بهترین سریال کوتاه یا فیلم تلویزیونی
- بهترین بازیگر نقش اول مرد در یک سریال کوتاه یا فیلم تلویزیونی (برای برت لنکستر)